# Brèche de Roland

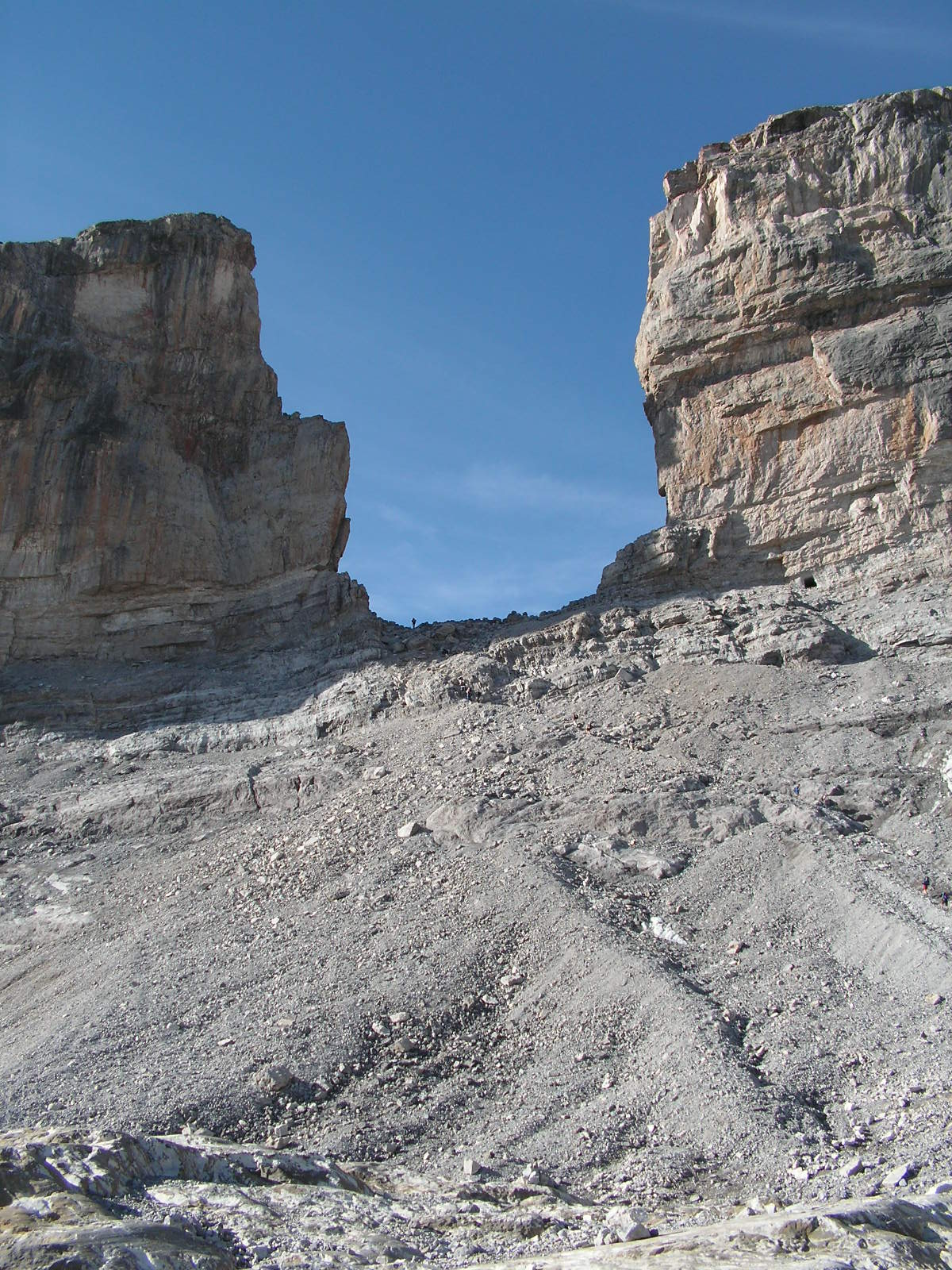
Brèche de Roland

Brèche de Roland, Rolandsbräschen, ett på 2 804 meter över havet beläget bergspass i centrala Pyrenéerna, 40 m brett, 1,1 km långt och omgivet av höga klippväggar, leder från Gavarniedalen i Frankrike väster om Mont Perdu till Spanien.